# Dystasia variegata
Dystasia variegata es una especie de escarabajo longicornio del género Dystasia, familia Cerambycidae. Fue descrita científicamente por Fisher en 1936.
Habita en Indonesia (Java). Los machos y las hembras miden aproximadamente 12-14 mm. El período de vuelo de esta especie ocurre en el mes de noviembre.